# Алжир (аеропорт)
Аеропорт імені Хуарі Бумедьєн також Аеропорт Алжир або Алжирський міжнародний аеропорт (араб. مطار هواري بومدين الدولي, французька Aéroport d'Alger Houari Boumediene) (IATA: ALG, ICAO: DAAG) — міжнародний аеропорт міста Алжир, Республіка Алжир. Розташовано за 16.9 km на південний схід від міста.
Є хабом для авіаліній:
- Aigle Azur
- Air Algérie
- Tassili Airlines

## Термінали
Міжнародний термінал (термінал 1) має ємність 6 мільйонів пасажирів на рік. Термінал було відкрито 5 липня 2006. Міжнародний трафік складає 2,5 млн пасажирів на рік, парковка має 5000 паркувальних місць, стоянка таксі, площа терміналу 27000 м², термінал має 16 пасажирських входів.
Внутрішній термінал (термінал 2), зазнав капітального ремонту у 2007 році: має ємність 2,5 млн пасажирів на рік. Його внутрішній трафік складає 1,5 млн пасажирів на рік. Термінал 2 має 20 стійок реєстрації з кав'ярнею, чайною та молитовною кімнатою. Також є аптека, парфумерна крамниця, перукарня, а також тютюновий/газетний кіоск. Є 900 паркувальних місць, стоянка таксі, площа терміналу 5000 м, термінал має 7 входів, зону доставки багажу і залах очікування для пасажирів
До відкриття терміналу 2, термінал 3 використовували для внутрішніх рейсів. З 2007 року термінал використовується для рейсів хаджу та чартеру.

## Авіалінії та напрямки на серпень 2017

### Пасажирські
| Авіакомпанія                      | Пункт призначення |
| --------------------------------- | --- |
| Aigle Azur                        | Базель-Мюлуз-Фрайбург, Лілль, Ліон, Марсель, Париж-Шарль де Голль (з 29 серпня 2017), Париж–Орлі, Тулуза Сезонний: Бордо, Париж-Шарль де Голль (закінчення 29 серпня 2017) |
| Air Algérie                       | Абіджан, Адрар, Аліканте, Амман, Аннаба, Бамако, Барселона, Батна, Бешар, Пекін, Бейрут, Беджая, Біскра, Бордо, Брюссель, Будапешт, Каїр, Касабланка, Шлеф, Константіна, Дакар, Джанет, Дубай, Ель-Голеа, Ель-Уед, Франкфурт, Женева, Гардая, Газзі-Мессауд, Іллізі, Ін-Аменас, Айн-Салах, Стамбул–Ататюрк, Джидда, Джиджель, Лагуат, Лілль, Лісабон, Лондон–Хітроу, Ліон, Мадрид, Марсель, Мец-Нансі, Мілан–Мальпенса, Монпельє, Монреаль–Трюдо, Москва–Шереметьєво, Ніамей, Ніцца, Нуакшот, Оран, Уагадугу, Уаргла, Пальма-де-Мальорка, Париж-Шарль де Голль, Париж–Орлі, Рим–Фіумічіно, Сетіф, Таманрассет, Тебесса, Тімімун, Тіндуф, Тлемсен, Туггурт, Тулуза, Туніс, Відень Сезонний: Порто |
| Air Canada Rouge                  | Сезонний: Монреаль–Трюдо |
| Air France                        | Париж-Шарль де Голль Сезонний: Монпельє (з 29 жовтня 2017) |
| Alitalia                          | Рим–Фіумічіно |
| ASL Airlines France               | Париж-Шарль де Голль |
| Atlas Atlantique Air              | Ватрі |
| British Airways                   | Лондон–Гатвік |
| EgyptAir                          | Каїр, Шарм-ель-Шейх (з 2 серпня 2017) |
| Emirates                          | Дубай |
| Iberia                            | Мадрид |
| Lufthansa                         | Франкфурт |
| Nouvelair                         | Туніс |
| Qatar Airways                     | Доха |
| Royal Air Maroc                   | Касабланка |
| Royal Jordanian                   | Амман |
| Saudia                            | Джидда, Медіна |
| Syrian Arab Airlines              | Дамаск |
| TAP Portugal оператор TAP Express | Лісабон |
| Tassili Airlines                  | Адрар, Аннаба, Бешар, Біскра, Константіна, Джанет, Ель-Уед, Гардая, Газзі-Мессауд, Іллізі, Айн-Салах, Марсель, Нант, Оран, Париж-Шарль де Голль, Сетіф, Страсбург, Таманрассет, Тіндуф, Тлемсен Сезонний: Ель-Баяд, Тіарет |
| Transavia France                  | Сезонний: Ліон, Нант |
| TUIfly Belgium                    | Брюссель-Шарлеруа |
| Tunisair                          | Туніс |
| Turkish Airlines                  | Стамбул–Ататюрк Сезонний: Анталія |
| Vueling                           | Аліканте, Барселона, Марсель, Валенсія |

### Вантажні
| Авіакомпанія           | Пункт призначення                                                                                          |
| ---------------------- | --- |
| Air Algérie Cargo      | Дубай, Франкфурт, Стамбул–Ататюрк, Лондон–Хітроу, Ліон, Мюнхен, Париж-Шарль де Голль, Рим-Фіумічіно, Туніс |
| Air France Cargo       | Париж-Шарль де Голль                                                                                       |
| Cargolux               | Люксембург                                                                                                 |
| Emirates SkyCargo      | Дубай-Аль-Мактум                                                                                           |
| Royal Air Maroc Cargo  | Брюссель, Касабланка, Париж-Шарль де Голль                                                                 |
| Royal Jordanian Cargo  | Амман, Маастрихт/Аахен                                                                                     |
| Swiftair               | Мадрид |
| Turkish Airlines Cargo | Стамбул–Ататюрк, Мілан-Мальпенса, Цюрих                                                                    |

## Статистика
|      | Пасажирообіг | Зміна пасажирообігу | Авіаційний трафік | Зміна    | Вантажообіг (тон) | Зміна    |
| ---- | ------------ | ------------------- | ----------------- | -------- | ----------------- | -------- |
| 2005 | 3,403,453    | ▲ 2.13 %            | 48,347            | ▲ 0.01 % | 22,580            | ▼ 5.71 % |
| 2006 | 3,483,340    | ▲ 2.35 %            | 48,288            | ▼ 0.12 % | 20,626            | ▼ 8.65 % |
| 2007 | 3,804,731    | ▲ 9.23 %            | 49,724            | ▲ 2.97 % | 20,926            | ▲ 1.45 % |
| 2008 | 4,126,795    | ▲ 8.46 %            | 54,649            | ▲ 9.90 % | 22,800            | ▲ 8.96 % |
| 2009 | 4,474,623    | ▲ 8.43 %            | 61,554            | ▲12.64 % | 21,931            | ▼ 3.81 % |
| 2010 | 4,346,654    | ▼ 2.86 %            | 61,066            | ▼ 0.79 % | 19,233            | ▼12.30 % |
| 2011 | 4,720,459    | ▲ 8.60 %            | 64,191            | ▲ 5.12 % | 22,466            | ▲16.81 % |
| 2012 | 5,404,971    | ▲14.50 %            | 66,423            | ▲ 3.48 % | 25,359            | ▲12.88 % |
| 2013 | 5,919,685    | ▲ 9.52 %            | 72,676            | ▲ 9.41 % | 30,310            | ▲19.52 % |
| 2014 | 6 457 795    | ▲ 9.16 %            |                   | ▲        |                   | ▲        |
| 2015 | 6 900 000    | ▲ 9.35 %            |                   | ▲        |                   | ▲        |
| 2016 | 7 500 000    | ▲ 10 %              |                   | ▲        |                   | ▲        |

## Наземний транспорт
Відстань від аеропорту до міста Алжиру — 20 км по автостраді N5.

### Автобуси
Автобуси вирушають до міста Алжир щопівгодини протягом дня

### U-bahn
Планується відкриття станції метрополітену в аеропорті.

### S-bahn
Прямого приміського сполучення не є. Проте існує зачинена залізнична станція у найближчому містечку Дар-ель-Байда.